# Gwangju Open 2024 - Doppio
Il doppio del torneo di tennis professionistico Gwangju Open 2024, facente parte della categoria Challenger 75 nell'ambito dell'ATP Challenger Tour 2024, si è giocato dal 15 al 21 aprile a Gwangju, in Corea del Sud. Tra le coppie partecipanti erano assenti Evan King e Reese Stalder, i detentori del titolo.
In finale Lee Jea-moon e Song Min-kyu hanno sconfitto Cui Jie e Lee Duck-hee con il punteggio di 1–6, 6–1, [10–3].

## Teste di serie
1. Toshihide Matsui /  Kaito Uesugi (primo turno)
2. Ray Ho /  Nam Ji-sung (primo turno)

1. Francis Casey Alcantara /  Sun Fajing (primo turno)
2. Alex Bolt /  Luke Saville (primo turno)

## Wildcard
1. Lee Jea-moon /  Song Min-kyu (campioni)

1. Cui Jie /  Lee Duck-hee (finale)

## Tabellone

### Legenda
| - Q = Qualificato - WC = Wild card - LL = Lucky loser | - ALT = Alternate - SE = Special Exempt - PR = Protected Ranking | - w/o = Walkover - r = Ritirato - d = Squalificato |

|  | Primo turno | Primo turno              | Primo turno              | Primo turno | Primo turno |  |  | Quarti di finale | Quarti di finale         | Quarti di finale         | Quarti di finale  | Quarti di finale  |                   |   | Semifinali | Semifinali                | Semifinali            | Semifinali           | Semifinali |   |     | Finale | Finale | Finale | Finale | Finale |  |
|  |             |                          |                          |             |             |  |  |                  |                          |                          |                   |                   |                   |   |            |                           |                       |                      |            |   |     |        |        |        |        |        |  |
|  | 1           | T Matsui K Uesugi        | T Matsui K Uesugi        | 4           | 4           |  |  |                  |                          |                          |                   |                   |                   |   |            |                           |                       |                      |            |   |     |        |        |        |        |        |  |
|  |             | R Berankis I Marčenko    | R Berankis I Marčenko    | 6           | 6           |  |  |                  | R Berankis I Marčenko    | R Berankis I Marčenko    | 6                 | 6                 |                   |   |            |                           |                       |                      |            |   |     |        |        |        |        |        |  |
|  |             | S-h Shin W-b Shin        | 6                        | 1           | [10]        |  |  |                  | S-h Shin W-b Shin        | S-h Shin W-b Shin        | 3                 | 4                 |                   |   |            |                           |                       |                      |            |   |     |        |        |        |        |        |  |
|  |             | B Ellis D Sweeny         | 4                        | 6           | [8]         |  |  |                  |                          |                          |                   |                   |                   |   |            | R Berankis I Marčenko     | R Berankis I Marčenko | 4                    | 4          |   |     |        |        |        |        |        |  |
|  | 3           | FC Alcantara F Sun       | FC Alcantara F Sun       | 4           | 1           |  |  |                  |                          | WC                       | J-m Lee M-k Song  | J-m Lee M-k Song  | 6                 | 6 |            |                           |                       |                      |            |   |     |        |        |        |        |        |  |
|  |             | P Niklas-Salminen C Wong | P Niklas-Salminen C Wong | 6           | 6           |  |  |                  | P Niklas-Salminen C Wong | P Niklas-Salminen C Wong | 1                 | 4                 |                   |   |            |                           |                       |                      |            |   |     |        |        |        |        |        |  |
|  | WC          | J-m Lee M-k Song         | J-m Lee M-k Song         | 6           | 6           |  |  | WC               | J-m Lee M-k Song         | J-m Lee M-k Song         | 6                 | 6                 |                   |   |            |                           |                       |                      |            |   |     |        |        |        |        |        |  |
|  |             | H Moriya R Noguchi       | H Moriya R Noguchi       | 1           | 3           |  |  |                  |                          |                          |                   |                   |                   |   | WC         | Lee Jea-moon Song Min-kyu | 1                     | 6                    | [10]       |   |     |        |        |        |        |        |  |
|  |             | J Herasimaŭ M Haliak     | J Herasimaŭ M Haliak     | 4           | 4           |  |  |                  |                          |                          |                   |                   |                   |   |            |                           | WC                    | Cui Jie Lee Duck-hee | 6          | 1 | [3] |        |        |        |        |        |  |
|  |             | M Bellucci M Echargui    | M Bellucci M Echargui    | 6           | 6           |  |  |                  | M Bellucci M Echargui    | M Bellucci M Echargui    | 3                 | 3                 |                   |   |            |                           |                       |                      |            |   |     |        |        |        |        |        |  |
|  | WC          | J Cui D-h Lee            | J Cui D-h Lee            | 6           | 6           |  |  | WC               | J Cui D-h Lee            | J Cui D-h Lee            | 6                 | 6                 |                   |   |            |                           |                       |                      |            |   |     |        |        |        |        |        |  |
|  | 4           | A Bolt L Saville         | A Bolt L Saville         | 2           | 3           |  |  |                  |                          |                          |                   |                   |                   |   | WC         | J Cui D-h Lee             | J Cui D-h Lee         | J Cui D-h Lee        | w/o        |   |     |        |        |        |        |        |  |
|  |             | A Escoffier T-l Wu       | A Escoffier T-l Wu       | 1           | 4           |  |  |                  |                          |                          | Y-s Chung Y-h Hsu | Y-s Chung Y-h Hsu | Y-s Chung Y-h Hsu |   |            |                           |                       |                      |            |   |     |        |        |        |        |        |  |
|  |             | J Delaney L Tu           | J Delaney L Tu           | 6           | 6           |  |  |                  | J Delaney L Tu           | J Delaney L Tu           | 1                 | 3                 |                   |   |            |                           |                       |                      |            |   |     |        |        |        |        |        |  |
|  |             | Y-s Chung Y-h Hsu        | Y-s Chung Y-h Hsu        | 6           | 7           |  |  |                  | Y-s Chung Y-h Hsu        | Y-s Chung Y-h Hsu        | 6                 | 6                 |                   |   |            |                           |                       |                      |            |   |     |        |        |        |        |        |  |
|  | 2           | R Ho J-s Nam             | R Ho J-s Nam             | 4           | 64          |  |  |                  |                          |                          |                   |                   |                   |   |            |                           |                       |                      |            |   |     |        |        |        |        |        |  |